# 锈毛短筒苣苔
锈毛短筒苣苔（学名：Boeica ferruginea），为苦苣苔科短筒苣苔属下的一个种。

## 扩展阅读
維基物種上的相關：锈毛短筒苣苔